# Macrobiotus rollei
Macrobiotus rollei är en djurart som tillhör fylumet trögkrypare, och som beskrevs av Heinis 1921. Macrobiotus rollei ingår i släktet Macrobiotus och familjen Macrobiotidae. Inga underarter finns listade i Catalogue of Life.